# 第1號艦隊問題演習
第1號艦隊問題演習（英語：Fleet Problem I）是美國海軍首次舉行的艦隊問題演習，在1923年2月18日至22日舉行。是次美國海軍演習模擬日本（黑方）乘到拉丁美洲訪問之機，偷襲巴拿馬運河，並阻止美國（藍方）通過運河進入太平洋。黑方艦隊主要由駐太平洋的戰鬥艦隊（Battle Fleet）組成，而藍方艦隊則由駐大西洋的偵察艦隊（Scouting Fleet）為主。最終黑方艦隊成功「摧毀」巴拿馬運河水閘，阻止藍方艦隊前進。

## 第1號演習設定背景
第1號演習模擬日本及美國雙方因關係持續緊張，而同時動員艦隊；其中日本決定向美國宣戰，藉口派艦隊出訪拉丁美洲，然後偷襲巴拿馬運河，阻止美國駐大西洋的軍艦進入太平洋。演習目的為訓練海軍軍官參與大型行動，測試艦隊戰略計畫及作戰戰術，並實地模擬防守運河區。
演習美軍分為黑色及藍色兩方，其中黑方代表日本的入侵艦隊，而藍方代表防守的美國部隊。黑方由愛德華·艾伯爾上將指揮，下轄九艘戰艦及38艘驅逐艦，其中紐約號戰艦及奧克拉荷馬號戰艦扮演兩艘相當於蘭利號的航空母艦。兩艦分別裝備了一架飛機，而每架飛機相當於由15架飛機組成的飛行小隊。黑方同時「擁有」一旅的海軍陸戰隊。
至於藍方則由約翰·麥當勞（John D. McDonald）中將指揮，下轄五艘戰艦、兩艘老舊的裝甲巡洋艦、25艘驅逐艦、16艘潛艇及三艘水上飛機母艦（18架飛機），其中潛艇部隊由恩斯特·金恩上校指揮。除海上艦艇外，藍方亦有駐巴拿馬運河的陸軍第19步兵旅及第15海軍軍區飛機支援。
演習預定藍方有一虛構的主力艦隊，將於2月25日抵達巴拿馬運河。藍方現存艦隊任務為橫越巴拿馬運河，阻止黑方進攻；而黑方則要摧毀運河水閘，阻止藍方主力艦隊進入太平洋。為免消耗過多燃油，擔任總裁判的美國艦隊總司令希拉里·瓊斯（Hilary P. Jones）為雙方軍艦設下速度限制。雙方在1月底開始調度軍艦，並各自在海上演習訓練；期間戰鬥艦隊副參謀長切斯特·尼米茲中校曾在黑方艦隊測試圓形編隊（Circular Formation），以圖改善作戰效率，並獲得顯著成效。

## 演習經過
2月18日早上，黑方艦隊在運河以西1,200海里，開始駛向運河區。此時藍方艦隊的先遣驅逐艦及潛艇已經橫越了運河，並在哥斯達黎加、巴拿馬及哥倫比亞海岸維持海空偵察。接著數日雙方艦隊繼續駛向運河區，更多的藍方軍艦進入太平洋防守。
2月21日，黑方艦隊駛至巴拿馬西部海域，並曾與藍方驅逐艦短暫交火，但雙方均損傷不大。22日黑方艦隊駛進運河區400空英里（Air miles）範圍，並派奧克拉荷馬號的「機隊」攻擊運河。雖然藍方的美國陸軍航空勤務隊後來截取了黑方通訊，得悉黑方飛機即將抵達運河上空，但是項情報遭藍方忽略。不久運河通往太平洋的水閘遭奧克拉荷馬號的飛機攻擊，並被判定摧毀，藍方艦隊因此被困在太平洋，而主體艦隊亦無法在25日通過運河增援。演習至此結束。

## 演習後
演習後艦隊稍作休息，然後以日德蘭海戰為藍本，在3月14日至16日再作嚴密演習。期間靶艦艾奧瓦號遭密西西比號及飛機聯合擊沉。